# Meinolf Finke
Meinolf Finke (Arnsberg, 14 agosto 1963) è uno scrittore e poeta tedesco.

## Vita e carriera
Meinolf Finke è nato nel 1963 ad Arnsberg (Vestfalia). Dopo essersi diplomato presso il Gymnasium Laurentianum Arnsberg ha svolto il servizio militare e ha studiato economia aziendale all'Università di Bamberga. Ha inoltre studiato le lingue locali in Francia e in Italia. Dal 1993 opera nel campo della contabilità fiscale e della revisione contabile in Renania.
Oltre alle sue attività professionali in contabilità, Finke ha sviluppato il suo talento nella scrittura, in particolare nella poesia. Ha pubblicato per la prima volta alcune delle sue poesie nell'antologia in versi Die Jahreszeiten der Liebe. Nel marzo 2014 il suo primo libro di poesie intitolato Zauberwelten è stato pubblicato da Martin Werhand Verlag. La sua seconda pubblicazione di poesie è seguita nel novembre 2015 con il titolo Lichtgetöber nella serie 100 sonetti dello stesso editore.. Il suo terzo libro è stato pubblicato nel dicembre 2016 nella serie 50 sonetti diritto Wintersonne. Un altro libro della serie 50 sonetti intitolato Goldregenzeit è stato pubblicato nel settembre 2017. Nel dicembre 2019, un best-of-volume con le poesie di Finke è stato pubblicato nella serie 250 poesie del MWV con il titolo Blütenlese.
La poesia di Meinolf Finke è caratterizzata da uno stile classico, prevalentemente romantico, poiché spesso scrive in modo tradizionale sonetti simili a quelli di August von Platen-Hallermünde.
Meinolf Finke vive e lavora Bonn.

## Pubblicazioni (selezione)

### Libri
- 2014 Zauberwelten. 100 Gedichte, Martin Werhand Verlag, Melsbach, 142 pagine ISBN 978-3-943910-03-2.
- 2015 Lichtgestöber. 100 Sonette, Martin Werhand Verlag, Melsbach, 164 pagine ISBN 978-3-943910-04-9.
- 2016 Wintersonne. 50 Sonette, Martin Werhand Verlag, Melsbach, 120 pagine ISBN 978-3-943910-34-6.
- 2017 Goldregenzeit. 50 Sonette, Martin Werhand Verlag, Melsbach, 120 pagine ISBN 978-3-943910-59-9.
- 2019 Blütenlese. 250 Gedichte, Martin Werhand Verlag, Melsbach, 302 pagine ISBN 978-3-943910-37-7.

### Antologie (selezione)
- Die Jahreszeiten der Liebe. Antologia, Martin Werhand Verlag, Melsbach 2006, ISBN 3-9806390-4-5.[9]

## Letterature
- Meinolf Finke In: Nicolai Riedel Bibliographisches Handbuch der deutschsprachigen Lyrik 1945–2020, Metzler, Heidelberg, 2023, p. 615, ISBN 978-3-662-65460-6